# Vena dorsale superficiale del pene
La vena dorsale superficiale del pene è una vena che drena il sangue dal prepuzio e dalla cute del pene e decorre verso la sua base nel tessuto sottocutaneo, inclinandosi a destra o a sinistra e confluendo della vena pudenda esterna, una tributaria della vena grande safena.
A differenza della vena dorsale profonda del pene questa decorre esternamente rispetto alla fascia di Buck.

## Significato clinico
La rottura della vena dorsale superficiale del pene può presentarsi in modo simile alla frattura del pene.

## Galleria d'immagini

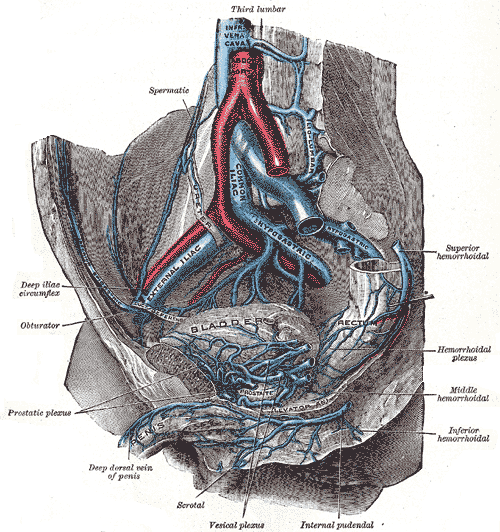
Vene della metà destra della pelvi maschile.
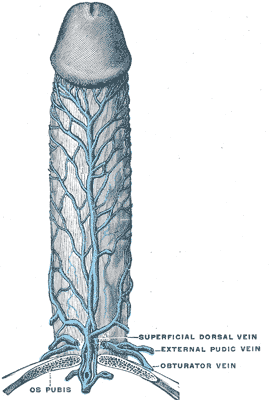
Vene del pene.
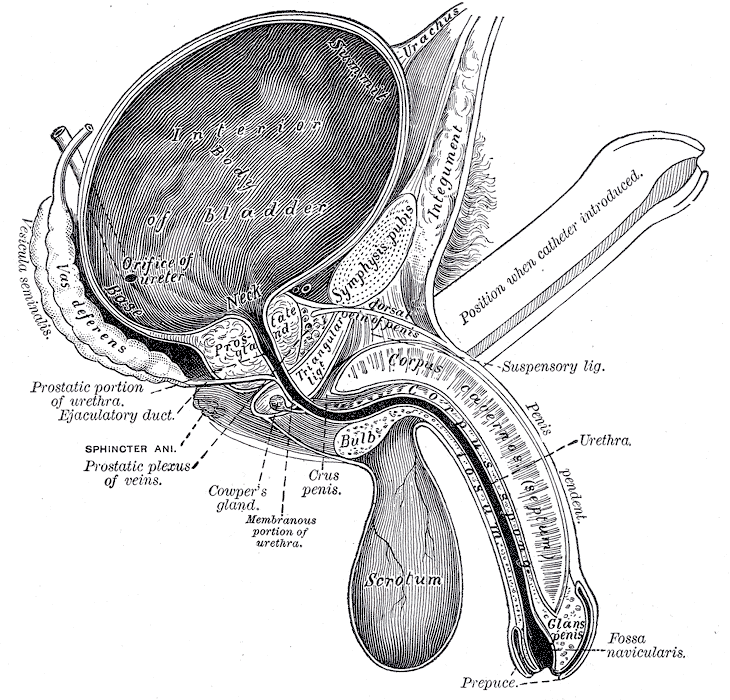
Sezione verticale della vescica, del pene e dell'uretra.
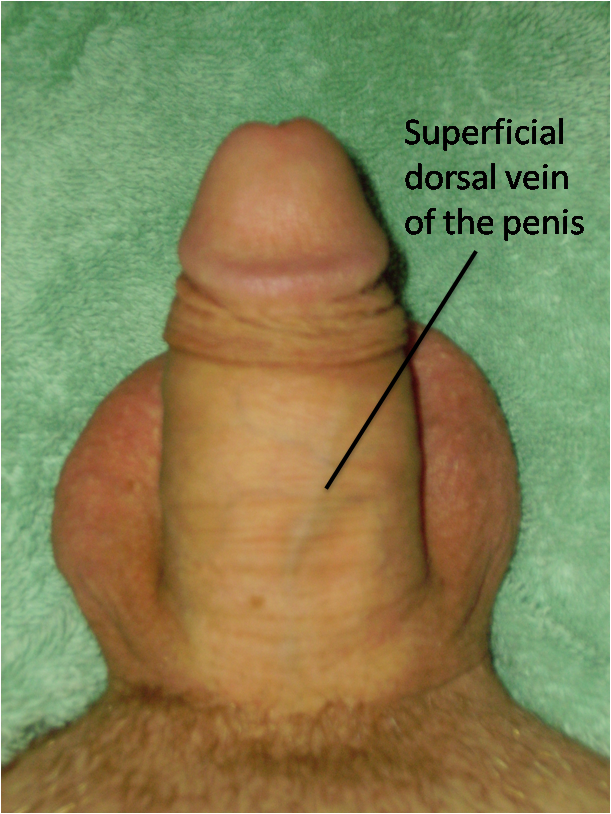
La vena dorsale superficiale visibile in un pene flaccido.
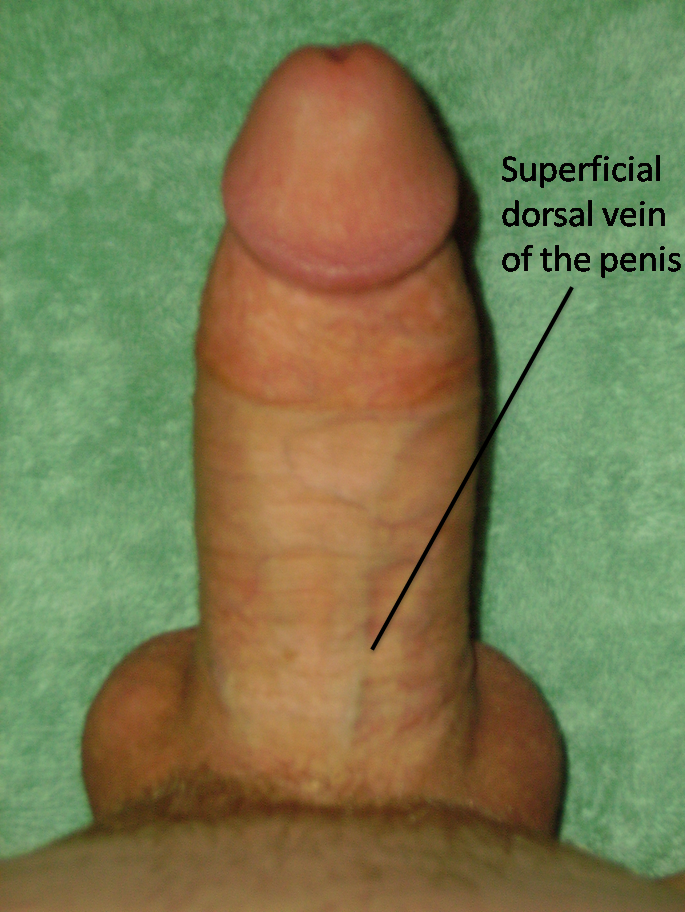
La vena dorsale superficiale visibile in un pene in erezione
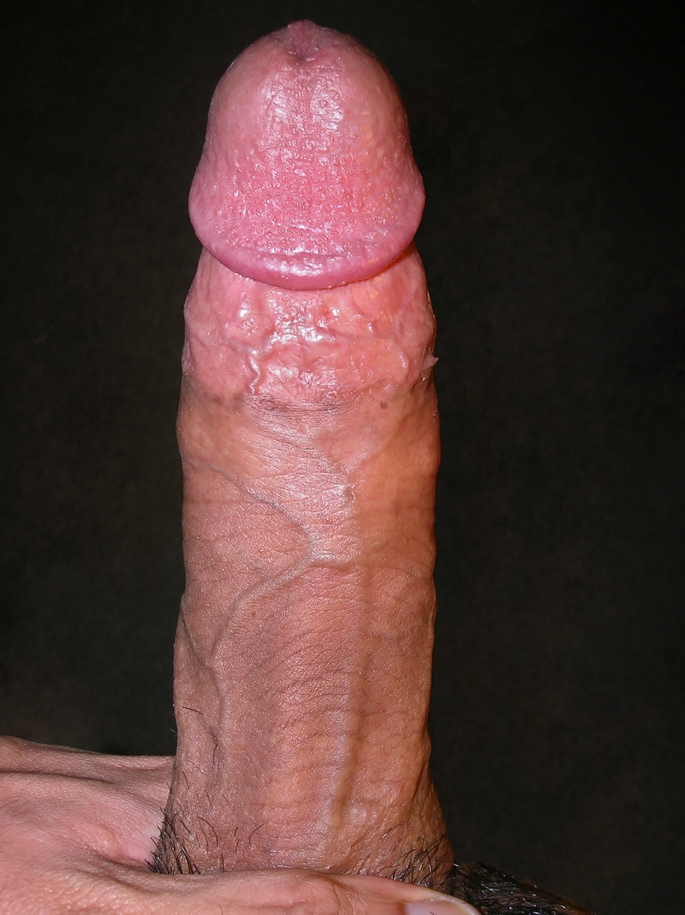
Le vene dorsali superficiale e profonda visibili in un pene circonciso.
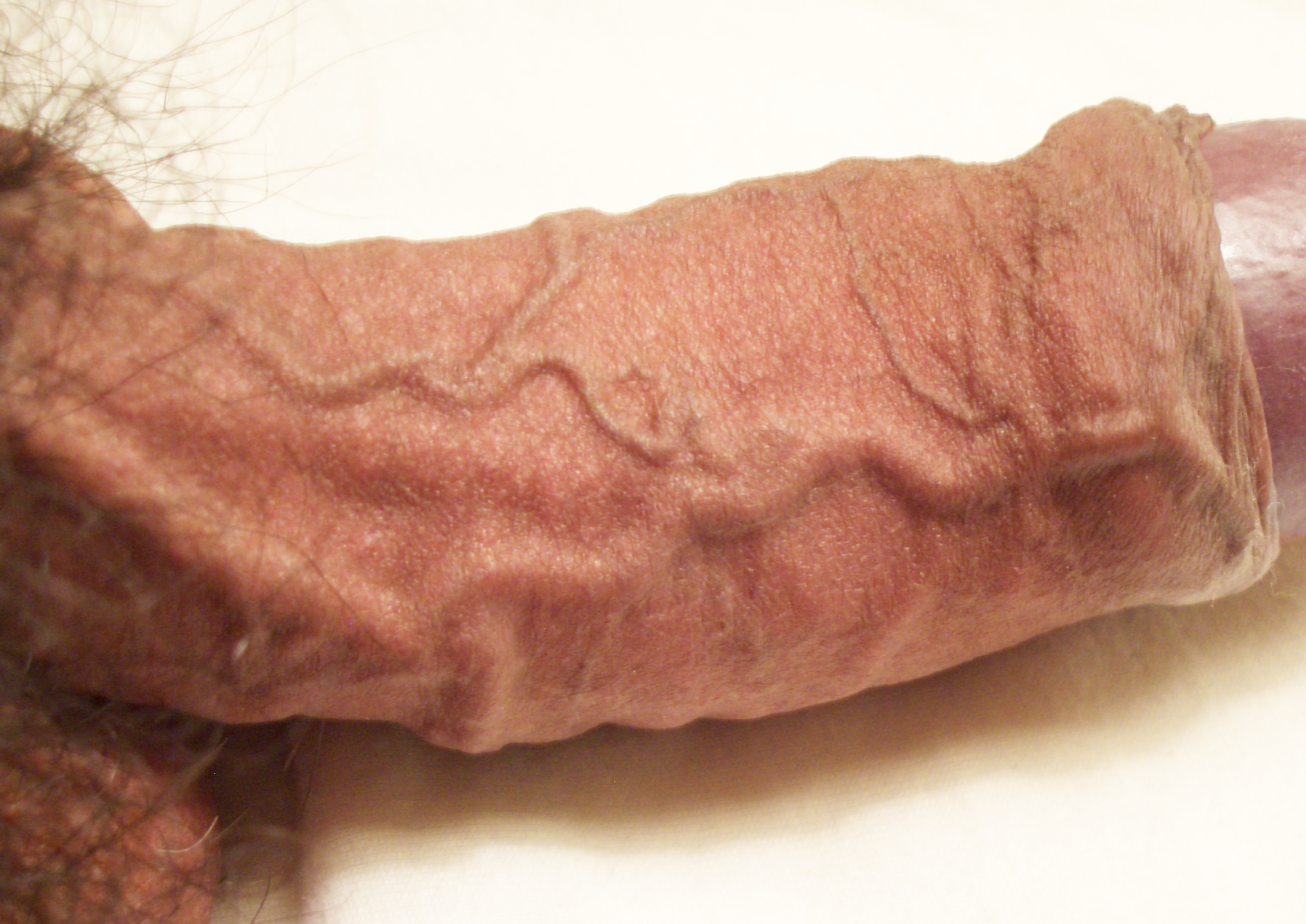
Vene del pene